# Cephalotheca reniformis
Cephalotheca reniformis är en svampart som beskrevs av Sacc. & Theiss. 1881. Cephalotheca reniformis ingår i släktet Cephalotheca och familjen Cephalothecaceae.   Inga underarter finns listade i Catalogue of Life.